# Common Dreads
Common Dreads es el segundo álbum de estudio de la banda británica de post-hardcore Enter Shikari, lanzado en junio de 2009 por Ambush Reality en el Reino Unido y PIAS Recordings en el resto de Europa, Tiny Evil Records en Estados Unidos y Hostess Entertainment en Japón.

## Promoción
El 25 de febrero de 2009, se lanzó "Antwerpen" como descarga gratuita. A finales de marzo, el grupo actuó en un evento organizado por Kerrang! en South by Southwest.  A finales de abril, el grupo actuó en el festival Give it a Name, seguido de una aparición en el festival The Bamboozle en los Estados Unidos a principios de mayo. El 29 de abril, se lanzó un video musical de "Juggernauts". La pista fue lanzada como sencillo el 1 de junio. El 8 de junio, el álbum se puso a disposición del público desde el sitio web de NME de forma gratuita. El 12 de junio, el grupo realizó un set secreto en Download Festival. Common Dreads se lanzó el 15 de junio a través de Ambush Reality. En julio, la banda realizó una gira por Estados Unidos con August Burns Red y Blessthefall. Se anunció a través del sitio web Enter Shikari que el segundo sencillo del álbum sería "No Sleep Tonight", que se lanzaría el 17 de agosto de 2009.
La canción "Wall" de Enter Shikari se estrenó en el programa de Zane Lowe el 29 de septiembre de 2009, pero no está programada para su lanzamiento como sencillo oficial. A finales de septiembre, la banda publicó un video en su canal de YouTube de "Antwerpen" filmado en vivo en "The Low". Esta pista se convertiría en la primera pista lanzada, disponible como descarga gratuita, vinculada desde la página de MySpace de la banda. El siguiente sencillo oficial fue "Zzzonked", y el video se lanzó en el canal oficial de YouTube de Ambush Reality/Enter Shikari el 7 de octubre de 2009. Se grabó en Norwich en la primera etapa de su gira europea en 2009. En octubre, el grupo realizó una gira por el Reino Unido. En febrero de 2010, realizó una breve gira por el Reino Unido antes de presentarse en el festival Soundwave en Australia. En junio y julio, la banda actuó en Warped Tour.

## Lista de canciones
Todas las letras escritas por Roughton "Rou" Reynolds, toda la música compuesta por Enter Shikari. 
| N.º | Título                          | Duración |  |
| 1.  | «Common Dreads»                 | 2:08     |  |
| 2.  | «Solidarity»                    | 3:16     |  |
| 3.  | «Step Up»                       | 4:40     |  |
| 4.  | «Juggernauts»                   | 4:44     |  |
| 5.  | «Wall»                          | 4:29     |  |
| 6.  | «Zzzonked»                      | 3:27     |  |
| 7.  | «Havoc A»                       | 1:40     |  |
| 8.  | «No Sleep Tonight»              | 4:16     |  |
| 9.  | «Gap in the Fence»              | 4:07     |  |
| 10. | «Havoc B»                       | 2:52     |  |
| 11. | «Antwerpen»                     | 3:15     |  |
| 12. | «The Jester»                    | 3:55     |  |
| 13. | «Halcyon»                       | 0:42     |  |
| 14. | «Hectic»                        | 3:17     |  |
| 15. | «Fanfare for the Conscious Man» | 3:45     |  |

| iTunes Bonus Tracks |                                 |          |  |
| N.º                 | Título                          | Duración |  |
| 16.                 | «Enter Shikari» (En vivo)       | 4:00     |  |
| 17.                 | «Labyrinth» (En vivo)           | 3:29     |  |
| 18.                 | «Return to Energiser» (En vivo) | 5:46     |  |

| Japanese bonus tracks |                                                                           |          |  |
| N.º                   | Título                                                                    | Duración |  |
| 16.                   | «We Can Breathe in Space, They Just Don't Want Us to Escape (radio edit)» | 4:04     |  |
| 17.                   | «All Eyes on the Saint»                                                   | 5:53     |  |

## Posicionamiento en lista
| Lista (2009)            | Posiciones |
| ----------------------- | ---------- |
| Australian Albums Chart | 55         |
| Belgian Albums Chart    | 94         |
| German Albums Chart     | 96         |
| Japan Albums Chart      | 77         |
| UK Albums Chart         | 16         |